# Округ Грејсон (Тексас)
Округ Грејсон (енгл. Grayson County) је округ у америчкој савезној држави Тексас. По попису из 2010. године број становника је 120.877.

## Демографија
Према попису становништва из 2010. у округу је живело 120.877 становника, што је 10.282 (9,3%) становника више него 2000. године.
| Група             | 2000.          | 2010.          |
| Белци             | 92.857 (84,0%) | 95.103 (78,7%) |
| Афроамериканци    | 6.471 (5,9%)   | 7.081 (5,9%)   |
| Азијати           | 625 (0,6%)     | 1.046 (0,9%)   |
| Хиспаноамериканци | 7.519 (6,8%)   | 13.688 (11,3%) |
| Укупно            | 110.595        | 120.877        |